# Église Saint-Martin-de-Tours de Chambonchard
L'église Saint-Martin est une église catholique située à Chambonchard, en France.

## Localisation
L'église est située dans le département français de la Creuse, sur la commune de Chambonchard.

## Historique
Les Peintures murales ont été classé au titre des monuments historique en 1990.
L'Église (sauf partie classée) a été inscrit au titre des monuments historique en 1989.